# Жълтоуха брадатка
Жълтоухата брадатка (Megalaima australis) е вид птица от семейство Брадаткови (Megalaimidae).

## Разпространение
Видът е разпространен в Ява и Бали. Среща се в храсти и гори до надморска височина от 2000 метра.